# Якунята (Пермский край)
Якунята — деревня в составе Краснокамского городского округа в Пермском крае России.

## История
До 2018 года входила в  Оверятское городское поселение Краснокамского района. После упразднения обоих муниципальных образований вошла в состав образованного муниципального образования Краснокамского городского округа.

## География
Деревня находится на правом берегу реки Ласьва примерно в 10 километрах на север от посёлка Оверята.
Климат
Климат умеренно континентальный. Наиболее тёплым месяцем является июль, средняя месячная температура которого 17,4—18,2 °C, а самым холодным январь со среднемесячной температурой −15,3…−14,7 °C. Продолжительность безморозного периода 110 дней. Снежный покров удерживается 170—180 дней.

## Население
Население деревни составило 3 человека в 2002 году, 1 человек в 2010 году.
Национальный состав
Согласно результатам переписи 2002 года, в национальной структуре населения русские составляли 67 %, мордва 33 %.